# Hołody (gromada)
Hołody (do 30 XII 1959 Parcewo) – dawna gromada, czyli najmniejsza jednostka podziału terytorialnego Polskiej Rzeczypospolitej Ludowej w latach 1954–1972.
Gromady, z gromadzkimi radami narodowymi (GRN) jako organami władzy najniższego stopnia na wsi, funkcjonowały od reformy reorganizującej administrację wiejską przeprowadzonej jesienią 1954 do momentu ich zniesienia z dniem 1 stycznia 1973, tym samym wypierając organizację gminną w latach 1954–1972.
Gromadę Hołody z siedzibą GRN w Hołodach utworzono 31 grudnia 1959 w  powiecie bielskim w woj. białostockim, w związku z przeniesieniem siedziby GRN gromady Parcewo z Parcewa do Hołod i przemianowaniem gromady na gromada Hołody; równocześnie do gromady Hołody przyłączono wieś Widowo ze zniesionej gromady Kotły.
1 stycznia 1969 z gminy Hołody wyłączono wsie Krzywa, Szczyty-Nowodwory, Szczyty-Dzięciołowo, Spiczki i Wólka włączając je do gromady Orla oraz wieś Ogrodniki włączając ją do gromady Pasynki. Po zmianach tych gromadę Hołody zniesiono, włączając jej obszar do nowo utworzonej gromady Bielsk Podlaski.